# Bundesstraße 249
Pour les articles homonymes, voir Route 249.
La Bundesstraße 249 est une Bundesstraße des Länder de Hesse et de Thuringe.

## Géographie
La B 249 traverse Eschwege ; il existe un projet de contournement par le nord. Elle passe ensuite par la vallée de la Werra. Tandis que la B 250 qui commence à Wanfried continue de suivre la vallée, la B 249 traverse le quartier d'Elfengrund jusqu'au Konstein, la frontière avec la Thuringe, l'ancienne  frontière interallemande. Il passe ensuite sur une crête entre les vallées de la Frieda au nord et du Heldrabach au sud, qui marque le bassin versant entre la Weser à l'ouest et l'Elbe à l'est.
Après avoir traversé l'Unstrut à Mühlhausen, le passage à niveau avec la ligne de Gotha à Leinefelde, qui était situé dans une zone de jonction sujette aux embouteillages, a été supprimé et remplacé par un passage souterrain, pour lequel la B 249 dût être légèrement détournée vers le nord. Selon le Plan fédéral d'infrastructure de transport 2030, les villages de Grabe et Korner doivent être contournées. Les contournements suivants pour Schlotheim et Ebeleben sont faits.

## Source
- (de) Cet article est partiellement ou en totalité issu de l’article de Wikipédia en allemand intitulé « Bundesstraße 249 » (voir la liste des auteurs).

1. ↑  (de) « Die Bundes- und Reichsstraßen in Deutschland - Nr. 166 bis 327 » [archive du 18 février 2009], sur home.arcor.de (consulté le 16 juillet 2025)